# Il mio credo pedagogico. Antologia di scritti sull'educazione
Il mio credo pedagogico. Antologia di scritti sull'educazione è una raccolta di saggi di pedagogia del 1897 del filosofo e pedagogista statunitense John Dewey.
Famosa è l’edizione italiana a cura del pedagogista Lamberto Borghi, pubblicata da La Nuova Italia Editrice di Firenze nel 1954.
L’opera si inserisce a pieno titolo nel quadro della filosofia pragmatista di John Dewey, e si presenta come un atto di fede in cui vengono espressi i principi dell’educazione progressiva, sperimentata dal 1896 nella scuola-laboratorio che Dewey aveva fondato presso l’Università di Chicago.

## Articolo 1: cos’è l’educazione
L’autore afferma che ogni educazione deriva dalla partecipazione dell’individuo alla coscienza sociale della specie e che la sola vera educazione avviene mediante lo stimolo esercitato sulle facoltà del ragazzo, che lo spingono ad agire per il suo bene e quello del suo gruppo.
Il processo educativo ha infatti due aspetti: uno psicologico e l’altro sociologico, e nessuno dei due può venire subordinato all'altro oppure essere trascurato, senza che ne conseguano cattivi risultati. Di questi due aspetti quello psicologico è basilare e l’educatore deve capire quali sono le attività che il ragazzo compie di sua spontanea volontà. Gli istinti e i poteri medesimi del fanciullo forniscono il materiale e danno l’avvio a tutta l’educazione. Nelle parole dell’autore è necessaria una “penetrazione psichica nell'educando”.
Dewey afferma inoltre che per conoscere una facoltà si debba conoscerne il fine. Per fare ciò è necessario conoscere il soggetto e il suo inserimento nel contesto sociale di appartenenza.
Essendo l’individuo un essere sociale, bisogna educarlo alla democrazia: occorre preparare il fanciullo alla sua vita futura, insegnandogli ad usare tutte le facoltà mentali, tra cui il giudizio al fine di saper affrontare le diverse situazioni ed agire per il bene della comunità.

## Articolo 2: che cos'è la scuola
Dewey apre questo articolo affermando che la scuola è prima di tutto un ’istituzione sociale, una forma di vita di comunità in cui sono concentrati tutti i mezzi che serviranno più efficacemente a rendere il fanciullo partecipe dei beni ereditati dalla specie e a far uso dei suoi poteri per finalità sociali. L’educazione è quindi vista come un processo di vita e non una preparazione a un vivere futuro.
La scuola deve essere in continuità con la vita domestica: essa deve semplificare la vita sociale esistente, in modo che il fanciullo possa capirla al meglio e prepararsi al futuro. Le attività proposte al fanciullo devono essere in continuità con la vita domestica e devono essere riproposte in modo graduale, dando informazioni utili per il futuro prossimo del ragazzo, non solo in una prospettiva futura remota.
Si parla poi di educazione morale, che è il vero fine della scuola come esperienza sociale: il raggiungimento di questo scopo è l’entrare nei giusti rapporti con gli altri.
In questo processo, l’insegnante non deve insistere. Egli stesso è infatti membro della comunità, tanto quanto il fanciullo. La disciplina non deve venire dagli insegnanti, ma dalla vita della scuola intesa come un tutto, che il bambino impara ed introietta. Il compito dell’insegnante è quello di capire come la disciplina della vita dovrà giungere al ragazzo.
Dewey accenna poi agli esami: essi sono utili solo nella misura in cui saggino l’attitudine del fanciullo alla vita sociale e servono a capire dove è necessario maggior aiuto e maggiore attenzione nel processo educativo.

## Articolo 3: la materia dell’educazione
Secondo Dewey, la vita sociale del fanciullo è il fondamento della concentrazione di tutta la sua educazione o sviluppo, ed essa conferisce l’unità inconsapevole e lo sfondo di tutti i suoi sforzi e di tutte le sue realizzazioni. Per questo motivo il programma deve differenziarsi gradualmente dalla inconsapevole vita sociale. Educare significa dar sfogo a quei poteri che hanno usato coloro che in passato hanno creato la civiltà: si devono svolgere attività fondamentali per la civiltà che non sono materie a sé, ma occorre siano introdotte in altre discipline o usate come svago.
Il linguaggio è il principale strumento di comunicazione e se lo si tratta solo come mezzo per comunicare, perde la sua finalità sociale.
Non esiste poi una successione ideale di studi: si svilupperanno gradualmente nuove attitudini verso l’esperienza. L’educazione è quindi una ricostruzione continua dell’esperienza, senza fini esterni all'educazione stessa.

## Articolo 4: la natura del metodo
In questo articolo l’autore riflette sulla questione del metodo, la quale è riducibile alla questione dell’ordine dello sviluppo delle facoltà e degli interessi nel fanciullo. La legge per la presentazione e per la trattazione della materia è la legge implicita nella natura del fanciullo stesso. Il lato attivo, concreto e pratico precede quello passivo, riflessivo e teorico nello sviluppo della natura del fanciullo: trascurare ciò è una perdita di tempo, poiché il bambino diventa passivo e assorbente.
Le idee derivano dall'azione, e servono per un'azione migliore. 
L’immagine è lo strumento per l’istruzione: bisogna educare la facoltà immaginativa del fanciullo a formare immagini vivide e definite, in sviluppo degli argomenti delle varie esperienze di vita.
Gli interessi sono sintomi di uno sviluppo delle capacità: bisogna essere attenti, capirli e stimolarli ulteriormente. Non si devono né indulgere, né reprimere.
Le emozioni sono invece riflesso delle azioni, è sbagliato stimolarle o destarle.

## Articolo 5: la scuola e il progresso sociale
In questo ultimo articolo Dewey afferma che l’educazione è il metodo fondamentale del progresso sociale. Afferma poi che tutte le riforme che poggiano semplicemente sull'emanazione di leggi o sulla minaccia di certe penalità, sono transitorie e futili.
L’educazione è una regola mediante cui si giunge alla consapevolezza sociale, tenendo conto dei fattori individuali e quelli collettivi. Questo accade soprattutto nella scuola. il dovere dell’educazione è allora quello di predisporre alla comunità: si creano scopi in modo ordinato, con mezzi adatti, senza il caos dell’agitazione e delle pene. Nel fare ciò, arte e scienza si devono alleare per essere le migliori fonti per la condotta umana. L’insegnante è impegnato dunque non solo nella formazione dei singoli, ma anche della comunità.
L’articolo conclude affermando che educare è una vocazione e che si è profeti di Dio.

## Edizioni
- Dewey J., Il mio credo pedagogico. Antologia di scritti sull'educazione, La nuova Italia, Firenze, 1976.